# Instytut Przemysłu Mleczarskiego
Instytut Przemysłu Mleczarskiego – jednostka organizacyjna Ministra Przemysłu Mięsnego i Mleczarskiego, istniejąca w latach 1953–2005, powołana z zadaniem prowadzenia prac naukowo-badawczych w dziedzinie technicznej, organizacyjnej i ekonomicznej przemysłu mleczarskiego, mających na celu rozwój i postęp techniczny i gospodarczy tego przemysłu.

## Powołanie Instytutu
Na podstawie uchwały Rady Ministrów z 1953 r. w sprawie utworzenia Instytutu Przemysłu Mleczarskiego ustanowiono Instytut. Powołanie Instytutu miało związek z ustawą z 1951 r. o tworzeniu instytutów naukowo-badawczych dla potrzeb gospodarki narodowej.

## Zadania Instytutu
Do zadań Instytutu należało tworzenie podstaw naukowych i technicznych dla realizacji postępu technicznego, mechanizacji i modernizacji w celu zapewnienia prawidłowego rozwoju przemysłu mleczarskiego, w szczególności w dziedzinie:
- ekonomiki, organizacji i techniki produkcji i transportu,
- lokalizacji i rejonizacji zakładów, bazy surowcowej i spożycia,
- analizy kosztów produkcji,
- fizyko-chemii, biochemii, mikrobiologii mleka i produktów mleczarskich,
- opracowywania i ustalania metod analitycznych, stosowanych w przemyśle mleczarskim,
- racjonalizacji, wykorzystania i normalizacji surowców, produktów ubocznych i odpadów,
- doskonalenie gospodarki surowcowej i magazynowej,
- doskonalenie techniki produkcji, opracowania nowych metod produkcji i nowych asortymentów,
- mechanizacji automatyzacji procesów produkcyjnych i transportu wewnątrzzakładowego,
- opracowanie zagadnień typizacji zakładów, maszyn, urządzeń produkcyjnych, transportu i budownictwa mleczarskiego,
- opracowanie dokumentacji technicznej dla procesów technologicznych,
- ustalanie metod i zakresu unowocześnienia zakładów i procesów produkcji,
- opracowanie innych zadań Instytutu na zlecenie ministra.

## Kierowanie Instytutem
Na czele Instytutu stał dyrektor, który kierował samodzielnie działalnością Instytutu i był za nią odpowiedzialny. Dyrektor zarządzał Instytutem przy pomocy zastępcy do spraw naukowo-technicznych.

## Rada Naukowa
Przy Instytucie działała Rada Naukowa, która składała się z przewodniczącego oraz ośmiu członków.
Do zadań Rady Naukowej należało:
- inicjowanie prac naukowo-badawczych,
- opiniowanie planów naukowo-badawczych i preliminarzy budżetowych Instytutu,
- wypowiadania się w sprawie organizacji Instytutu,
- rozpatrywanie innych spraw na zlecenie ministra lub na wniosek przewodniczącego Rady.

## Zniesienie Instytutu
Na podstawie rozporządzenia Ministra Rolnictwa i Rozwoju Wsi z 2005 r. w sprawie likwidacji jednostki badawczo-rozwojowej o nazwie „Instytut Mleczarstwa” w Warszawie zniesiono Instytut.